# Краснополье (Голованевский район)
Краснополье (укр. Краснопілля) — село в Голованевской поселковой общине Голованевского района Кировоградской области Украины.
Население по переписи 2001 года составляло 280 человек. Почтовый индекс — 26511. Телефонный код — 5252. Занимает площадь 1,905 км². Код КОАТУУ — 3521485202.